# Hyperectis
Hyperectis is een geslacht van vlinders van de familie grasmotten (Crambidae), uit de onderfamilie Spilomelinae.

## Soorten
- H. apicalis Hampson
- H. dioctias Meyrick, 1904